# Rhipsalis agudoensis
A Rhipsalis agudoensis egy kevéssé ismert epifita kaktusz.

## Jellemzői
Szögletes hajtású, robusztus, felegyenesedő vagy lecsüngő bokor, a szegmensek 150 mm hosszúak, 40 mm szélesek, 3 (-5) bordára oszlanak, az areoláknál az élek bevágottak, az areolák tövismentesek. Fehér virágai magánosan vagy kis csoportokban nyílnak, 15–20 mm átmérőjűek, 11 szirommal borítottak. Termése 5 mm átmérőjű rózsaszínes-ciklámenszínű bogyó.

## Elterjedése
Rio Grande do Sul területén élnek populációi.

## Rokonsági viszonyai
A Phyllarthrorhipsalis subgenus tagja.